# 新堀村 (岩手県)
新堀村（にいぼりむら）は、昭和30年（1955年）まで岩手県稗貫郡にあった村。現在の花巻市石鳥谷町新堀・石鳥谷町戸塚にあたる。

## 地理
- 河川：北上川

## 沿革
- 明治22年（1889年）4月1日 - 町村制施行にともない、新堀村と戸塚村が合併して新制の新堀村が発足。
- 昭和30年（1955年）4月1日 - 石鳥谷町・八幡村・八重畑村と合併し、新制の石鳥谷町となる。

## 行政
- 歴代村長

| 代     | 氏名       | 就任                       | 退任                       | 備考 |
| ------ | ---------- | -------------------------- | -------------------------- | ---- |
| 1      | 淵沢守次郎 | 明治22年（1889年）6月5日   | 明治26年（1893年）6月4日   |      |
| 2〜3   | 工藤寅太郎 | 明治26年（1893年）6月5日   | 明治32年（1899年）10月7日  |      |
| 4      | 佐々木謙三 | 明治32年（1899年）12月23日 | 明治36年（1903年）12月12日 |      |
| 5〜6   | 佐藤正雄   | 明治37年（1904年）2月5日   | 明治44年（1911年）8月15日  |      |
| 7      | 高橋久次郎 | 明治44年（1911年）10月3日  | 大正元年（1912年）8月1日   |      |
| 8      | 佐藤正雄   | 大正元年（1912年）8月17日  | 大正4年（1915年）8月16日   | 再任 |
| 9      | 鈴木金吾   | 大正4年（1915年）10月9日   | 大正8年（1919年）10月8日   |      |
| 10     | 佐々木謙三 | 大正8年（1919年）11月3日   | 大正11年（1922年）9月10日  | 再任 |
| 11〜12 | 鈴木福松   | 大正11年（1922年）10月24日 | 大正15年（1926年）3月8日   |      |
| 13〜14 | 森山長太   | 大正15年（1926年）5月29日  | 昭和6年（1931年）9月17日   |      |
| 15     | 工藤善太郎 | 昭和6年（1931年）10月21日  | 昭和10年（1935年）6月13日  |      |
| 16     | 鈴木金吾   | 昭和10年（1935年）7月1日   | 昭和13年（1938年）11月18日 | 再任 |
| 17〜18 | 紀孫治     | 昭和13年（1938年）11月26日 | 昭和21年（1946年）11月25日 |      |
| 19〜20 | 荒川省三   | 昭和22年（1947年）4月5日   | 昭和29年（1954年）7月11日  |      |
| 21     | 谷村久太郎 | 昭和29年（1954年）8月26日  | 昭和30年（1955年）3月31日  |      |